# Чэнь Биндэ
Чэнь Биндэ́ (кит. упр. 陈炳德, пиньинь Chén Bǐngdé, род. в июле 1941, Наньтун, провинция Цзянсу) — китайский генерал-полковник (2002), с 2004 года член Центрального военного совета, в 2007—2012 гг. глава Генерального штаба НОАК.
Член КПК с 1962 года, член ЦК КПК 15—17-го созывов.

## Биография
В 1996—1999 годах командующий Нанкинским военным округом и замглавы его парткома. В 1999—2004 годах командующий Цзинаньским военным округом и глава его парткома.
На встрече с В. В. Путиным министр обороны КНР Цао Ганчуань пошутил: «В позапрошлом году, когда у нас был с визитом Сергей Борисович Иванов, Чэнь Биндэ принимал его как хозяин, поскольку тогда он был командующим Цзинаньским военным округом. Именно благодаря тому, что он хорошо принял Сергея Борисовича Иванова, я его перевел в Пекин».
В 2004—2007 годах начальник и парторг Главного управления вооружений НОАК, на этом посту он являлся руководителем космической программы Китая.
В 2007—2012 годах начальник Генерального штаба НОАК и командующий Сухопутных войск НОАК.
В 2010 году посетил Казахстан с мирной миссией ШОС к Сакену Жасузакову и позже встретился с генералом Макаровым, генерал-майором Таалайбеком Омуралиевым, и генерал-лейтенантом Рамилем Надыровым.
Генерал-майор (1988), генерал-лейтенант (1995), генерал-полковник (2002).